# Татеяма (вулкан)
Татеяма — стратовулкан в Японии на острове Хонсю. Высшая точка над кратерным озером — 2621 метр (гора Татеяма). Вулкан можно посетить на канатной дороге. Известно 3 извержения — 1785, 1822, 1839 годы. Фиксируется фумарольная активность. 

## Название
Японское название (яп. 立山火山 (Татеяма Кадзан), рус. Вулкан Татеяма) означает «стоять или стоящий» и «гора». Вулкан назван в честь горы Татеяма, лежащей к востоку от вулкана. 